# Schronisko Sadek
Schronisko Sadek – schronisko w Górze Zborów na Wyżynie Częstochowskiej. Znajduje się w województwie śląskim, powiecie zawierciańskim, w gminie Kroczyce, w obrębie rezerwatu przyrody Góra Zborów.

## Opis obiektu
Schronisko znajduje się w nasadzonym lesie na północno-zachodnim stoku Góry Zborów. W skale Sadek znajduje się jego okno skalne, częściowo zawalone dużym głazem. Okno ma wymiary 6 m x 6 m, zawalający go skalny blok ma wysokość 3 m i jest trudny do przejścia (IV w skali polskiej. Za oknem tym znajduje się duży, od góry otwarty dziedziniec o średnicy 20 m i głębokości 3-4 m. Wszystkie otaczające go ściany są skaliste, pionowe lub przewieszone i trudne do zejścia. Dno jest płaskie i łagodnie opada w kierunku okna.
W ścianie dziedzińca schroniska są dwie wnęki. W ścianie południowej jest Salka pod Kominkiem. Ma długość 10 m, szerokość 7 m i wysokość 3 m. Wychodzi z niej na powierzchnię 6 metrowej wysokości pionowa studnia, którą można dość łatwo zejść na dziedziniec. Studnia powstała w wyniku procesów krasowych, jest dość ciasna i ma ściany wymyte przez wodę. Druga, mniejsza salka znajduje się we wschodniej części dziedzińca. Znajduje się ponad 2,5-metrowej wysokości progiem, jest mała i ciemna.
Namulisko jest piaszczysto-próchniczne. We wschodniej części dziedzińca jest Salka Boczna o długości 4 m i wysokości 2 m. Na jej ścianach dobrze widoczne są warstwy wapienia tworzącego dziedziniec. Ma on ospowatą strukturę będącą skutkiem działania erozji wietrznej. W obrębie dziedzińca schroniska, lub w najbliższym otoczeniu jego ścian obficie występuje rzadki gatunek storczyka – buławnik wielkokwiatowy, a także takie rośliny, jak: bluszcz pospolity, szczyr trwały, sałatnik leśny, glistnik jaskółcze ziele.
Schronisko ma charakter cyrku z niewielkimi wnękami, kominkiem i oknem skalnym. Prawdopodobnie powstało w wyniku zawalenia się jaskiniowej komory.

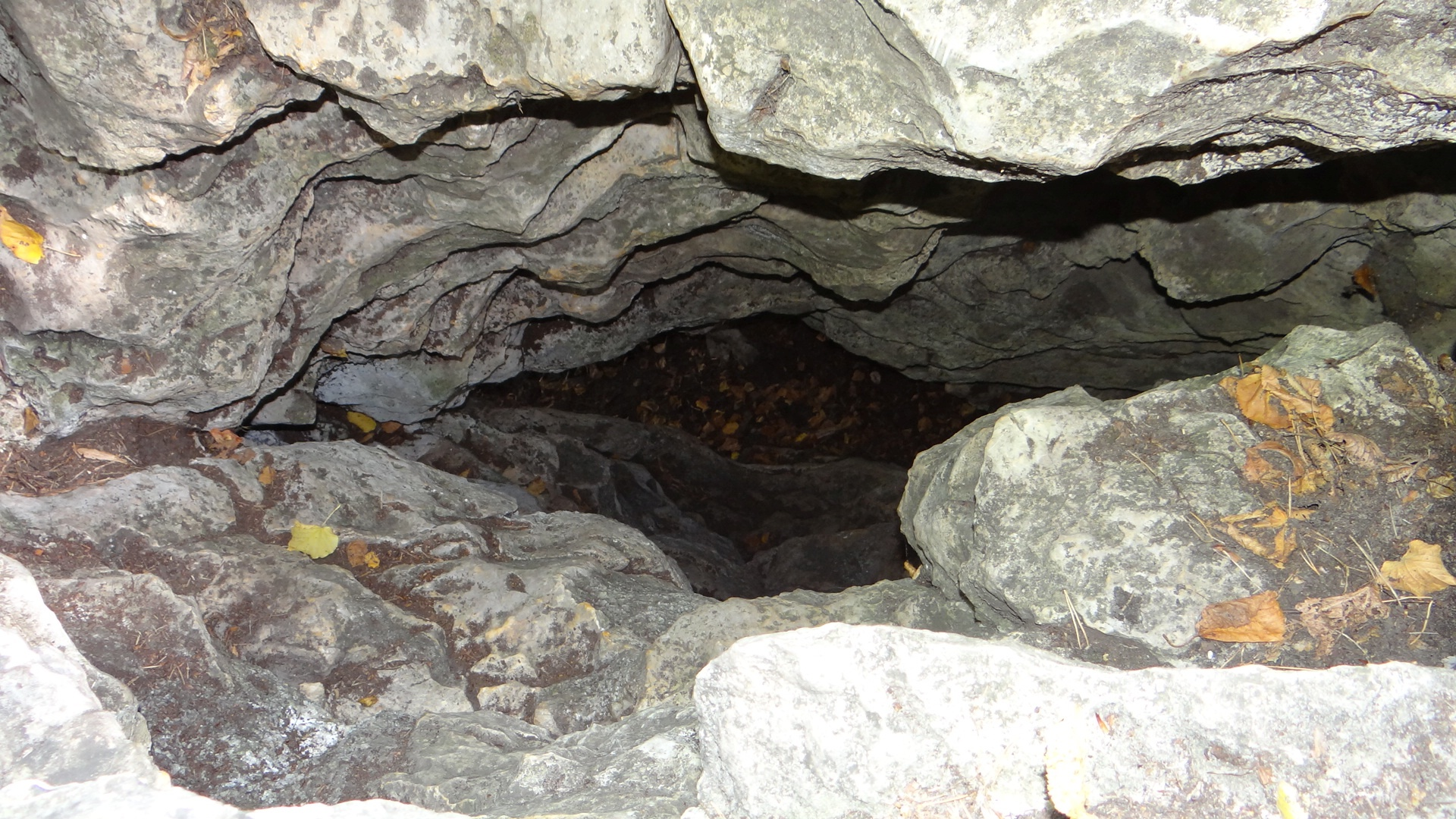
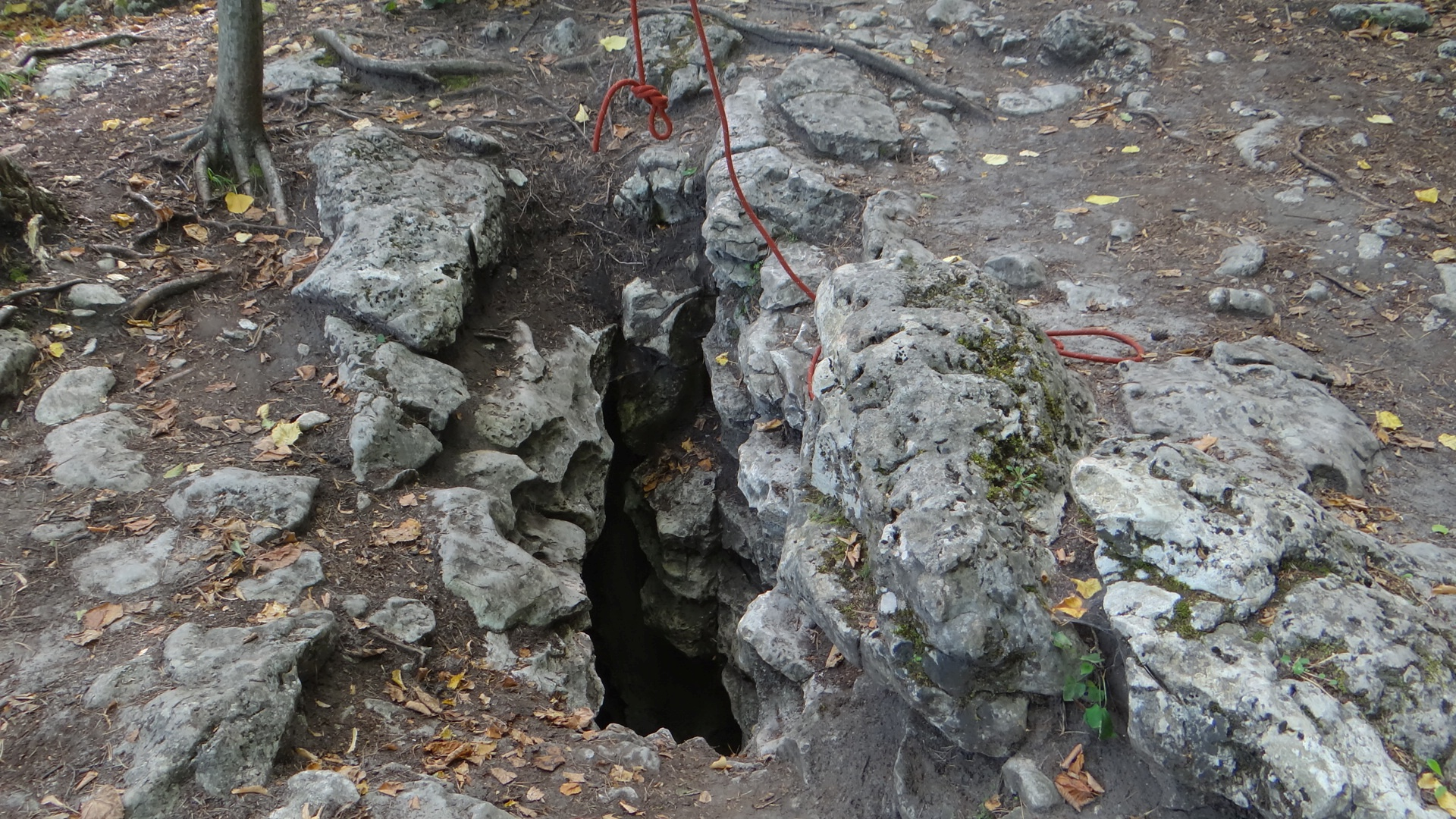
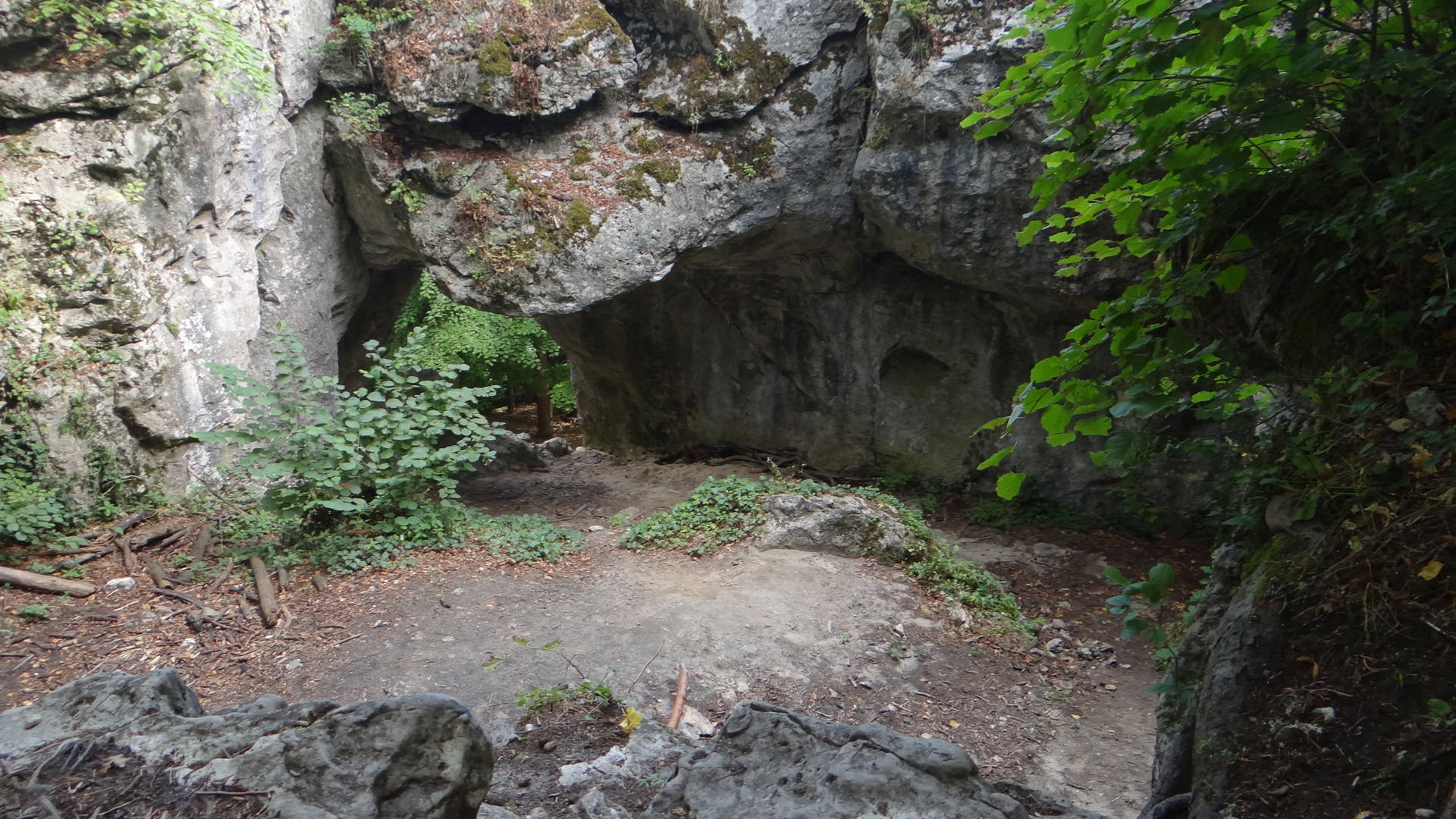
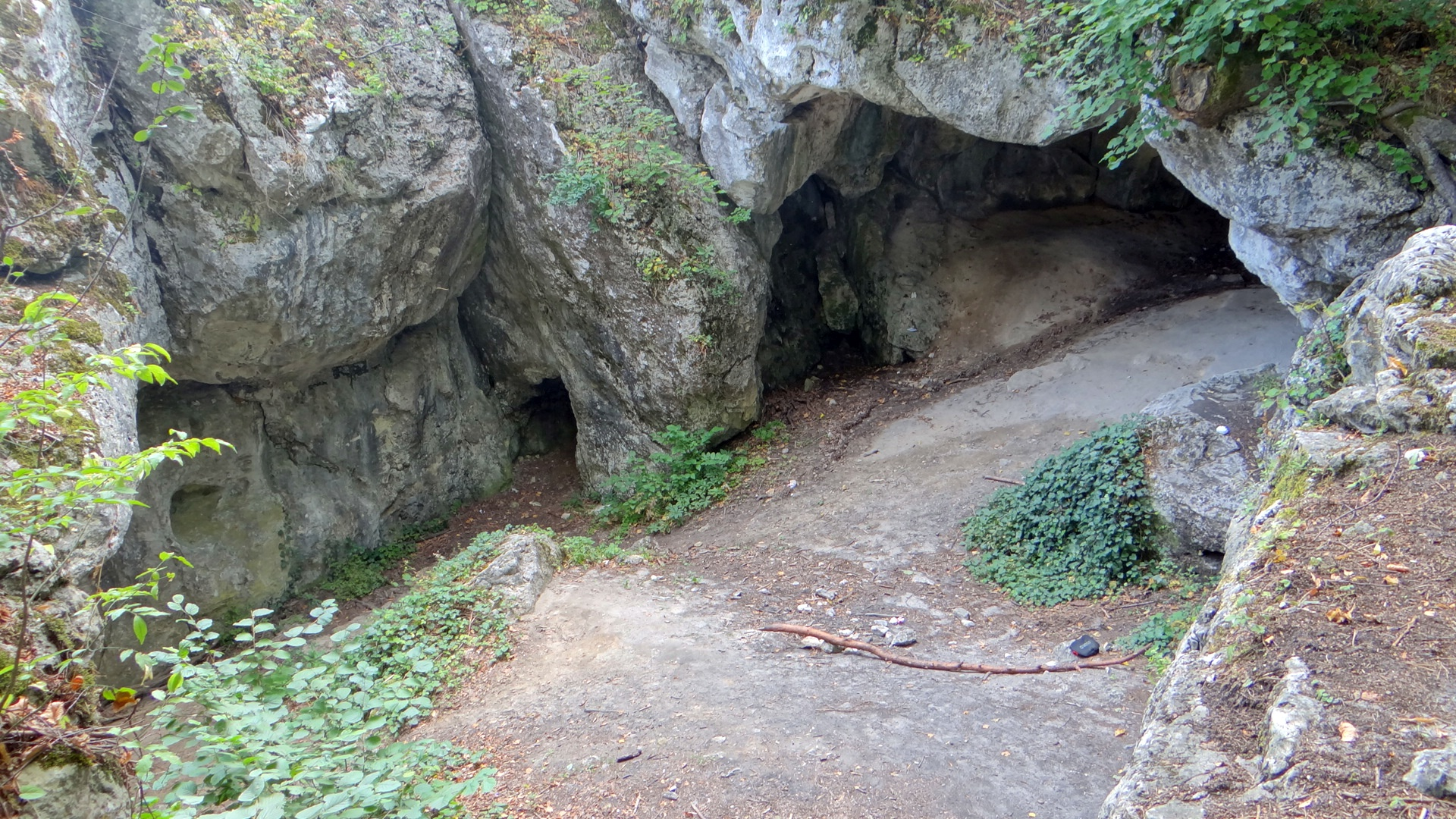
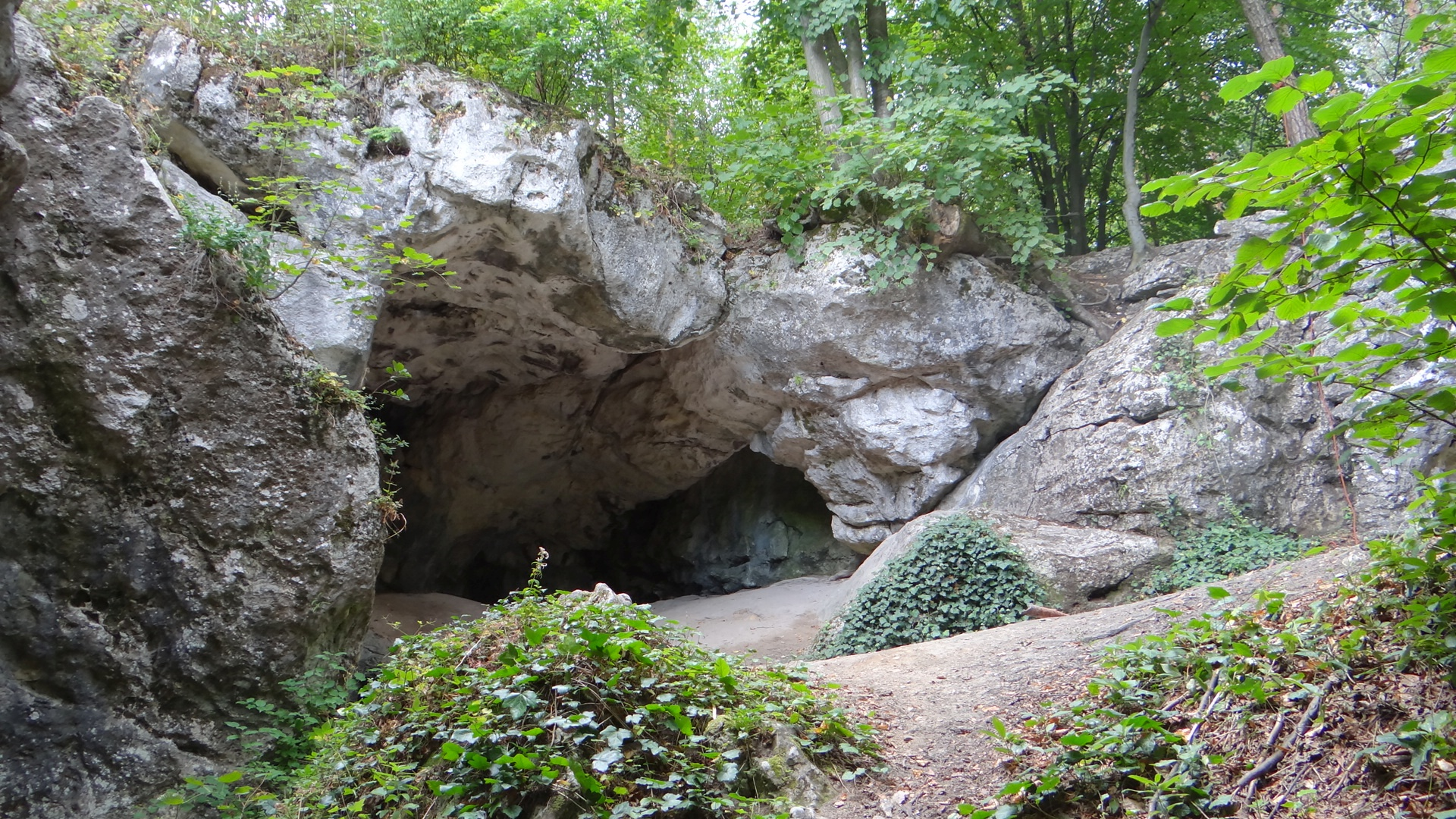

W okolicy skalnego okna na skale Sadek poprowadzono kilka trudnych dróg wspinaczkowych (przez wspinaczy skalnych opisywane w segmencie Sadek II i Sadek IV).

## Historia eksploatacji i dokumentacji
Schronisko znane jest od dawna. Po raz pierwszy opisał go Kazimierz Kowalski w 1951 roku jako „Schronisko w Berkowej Górze koło Kroczyc II”. W 1979 r. K. Mazik zinwentaryzował je pod nazwą Schronisko Sadek. Nowa nazwa pochodzi od tego, że dawniej teren dziedzińca przypominał sad. Plan schroniska opracowali K. Mazik, Z. Lorek, J. Zygmunt.

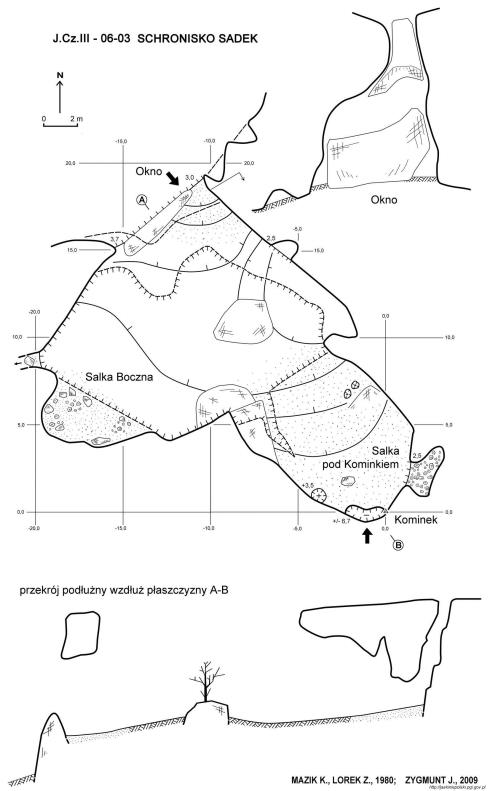
Plan